# Чичкан, Илья Аркадьевич
Илья Аркадьевич Чичкан (укр. Ілля Аркадійович Чичкан; род. 29 августа 1967, Киев) — украинский художник. Представитель «Новой волны» в украинском искусстве, автор концепции «психодарвинизма».

## Биография
Родился 29 августа 1967 года в Киеве, в семье художников.
В конце 80-х участвовал в арт-группе «Парижская Коммуна» (Александр Гнилицкий, Максим Мамсиков, Василий Цаголов, Валерия Трубина, Юрий Соломко, Илья Исупов), по названию улицы, где располагался сквот художников.
В 2008 году работа Ильи Чичкана «It» была продана на аукционе Phillips de Pury за рекордную для украинского арт-рынка сумму $70 тыс.
Работы Чичкана участвовали в биеннале в Сан-Паулу, европейской «Манифесте», были представлены в MoMA.
Живёт и работает в Киеве и Берлине.

## Семья
Внук художника-соцреалиста Леонида Ильича Чичкана (1911—1977), сын художника-нонконформиста Аркадия Чичкана. Отец художницы Александры Чичкан и художника и анархистского активиста Давида Чичкана (1986—2025).

## Работы находятся в собраниях
- Коллекция Виктора Пинчука[3]
- Коллекция Татьяны Франчук[3]

## Персональные выставки
- 2011 — «Monkeywood». Галерея «Коллекция», Киев.[4]

…
- 2001 — «Девочки и кролики». Галерея «Риджина», Москва.
- 2000 — «Новий живопис». Галерея ЛАрт, Киев.
- 1996 — «Chichkan Party». Галерея РА, Киев.
- 1994 — «Alter Idem». Центр современных искусств Брама, Киев.
- 1993 — «Мутация ген». Галерея Союза художников Украины, Киев.